# Galeria d'art nacional de les Bahames
La Galeria d'art nacional de les Bahames (en anglès: National Art Gallery of The Bahames) és una galeria d'art a Nasau, la capital de les Bahames. La galeria està situada a la restaurada Vila Doyle que data de 1860. Se centra en els artistes locals, però també hi ha altres obres d'art, incloent-hi paisatges de Winslow Homer. La directora és Amanda Coulson. El cap de col·leccions és John Cox.
La col·lecció permanent inclou ceràmica, pintures, fotografies, escultures i tèxtils, principalment a partir del segle xx.

## Missió
La missió de la galeria és col·leccionar, preservar, documentar i promoure una col·lecció nacional d'art per al gaudi i l'educació de les Bahames i el públic internacional en general. La NAGB ajuda a definir el moviment artístic de Bahames que té a aquest punt desenvolupat de manera informal. La Galeria d'Art Nacional dona suport a la comunitat artística mitjançant l'ampliació del seu públic, ajudant a definir les seves normes i pràctiques, i en ampliar la seva capacitat de difusió.

## Govern
La Galeria Nacional d'Art és una organització sense ànim de lucre que es regeix per un Consell d'Administració nomenat per un període de tres anys. Els informes anuals s'elaboren cada exercici pressupostari i estan disponibles com a documents PDF públics.